# Cheetah (rapera)
Kim Eun-young (25 de mayo de 1990), conocida como Cheetah (치타), es una Cantante y rapera surcoreana. Saltó a la fama al ganar la competencia Unpretty Rapstar. Debutó en 2010 con la canción "Stop (Money Can't Buy Me Love)" como parte del dúo Blacklist y bajo la agencia C9 Entretenimiento.

## Vida personal
En enero de 2007, mientras cruzaba una calle, fue atropellada por un autobús, llevándola a ser hospitalizada. Estuvo en coma durante un largo periodo con muy pocas posibilidades de despertar. Aun así se recuperó sin complicaciones importantes, a pesar de que  perdió la capacidad de cantar debido al uso continuado de un respirador. Ha declarado que esta experiencia traumática la llevó a tener éxito y "vivir sin remordimientos".

## Discografía

### Álbum
| Título                                  | Detalles del álbum                                                                                         | Posiciones | Ventas |
| Título                                  | Detalles del álbum                                                                                         | KOR        | Ventas |
| --------------------------------------- | --- | ---------- | ------ |
| Cheetah Itself                          | - Lanzamiento: 27 de junio de 2014 - Etiqueta: C9 Entretenimiento, CJ E&M - Formatos: CD, descarga digital | —          |        |
| "—" denota versiones que no gráficaron. | |            |        |

### Sencillos
| Título                                             | Año                     | Posiciones positions    | Ventas (DL)             | Álbum                   |
| Título                                             | Año                     | KOR                     | Ventas (DL)             | Álbum                   |
| ´como artista principal                            | ´como artista principal | ´como artista principal | ´como artista principal | ´como artista principal |
| -------------------------------------------------- | ----------------------- | ----------------------- | ----------------------- | ----------------------- |
| "Expectation" (기대) feat. Morra                   | 2014                    | —                       |                         | Cheetah Itself          |
| "Coma 07'"                                         | 2015                    | 4                       | - KOR: 426,120          | Unpretty Rapstar 1      |
| "Like Nobody Knows" (아무도 모르게) feat. Ailee    | 2015                    | 4                       | - KOR: 691,246          | Unpretty Rapstar 1      |
| "My Number"                                        | 2015                    | 18                      | - KOR: 151,734          |                         |
| "Star Wars"                                        | 2015                    | —                       |                         |                         |
| "Not Today"                                        | 2016                    | —                       | - KOR: 16,373           |                         |
| "Style Diet" feat. Kangnam                         | 2017                    | —                       |                         |                         |
| "Blurred Lines" feat. Hanhae                       | 2017                    | —                       |                         |                         |
| Colaboraciones                                     |                         |                         |                         |                         |
| "My Type" with Jessi feat. Kangnam                 | 2015                    | 3                       | - KOR: 778,193          | Unpretty Rapstar 1      |
| "Can You Feel Me" (사랑이 온다) feat Baek Ji Young | 2016                    | 7                       | - KOR: 281423           |                         |
| "Don't Speak" with Ali                             | 2017                    | —                       |                         |                         |

## Filmografía

### Programas de variedades
| Año  | Título                        | Red  | Notas                                        |
| ---- | ----------------------------- | ---- | -------------------------------------------- |
| 2015 | Unpretty Rapstar              | Mnet | Concursante (ganadora)                       |
| 2015 | King of Mask Singer           | MBC  | concursante                                  |
| 2017 | Produce 101 Season 2          | Mnet | mentor                                       |
| 2018 | Living Together in Empty Room | MBC  | Landlord                                     |
| 2018 | Produce 48                    | Mnet | mentora de rap                               |
| 2019 | Produce X 101                 | Mnet | mentora de rap                               |
| 2020 | King of Mask Singer           | MBC  | concursó como "Virgin Ghost" (ep. # 267-268) |

### Series de televisión
| Año  | Título           | Red  | Notas               |
| ---- | ---------------- | ---- | ------------------- |
| 2016 | My Horrible Boss | JTBC | Episodio 13 (cameo) |

## Premios y nominaciones
| Año  | Categoría                 | Premio                       | Nominado (a) | Resultado |
| ---- | ------------------------- | ---------------------------- | ------------ | --------- |
| 2018 | Mobile Icon (junto a JeA) | 12th SBS Entertainment Award | -            | Ganaron   |